# 파울 플레이 (1978년 영화)
파울 플레이(Foul Play)는 1978년 개봉한 코미디 미스터리-스릴러 영화로, 콜린 히긴스가 각본을 쓰고 감독했고, 골디 혼, 체비 체이스, 더들리 무어, 버지스 메러디스, 유진 로체, 레이철 로버츠, 브라이언 데너히, 빌리 바티 등이 출연하였다.
영화에서는 갓 이혼한 사서가 한 모르는 남자로부터 필름을 숨긴 담배 상자를 건네 받으면서 수수께끼에 말려들게 된다.
영화는 아카데미 주제가상, 골든 글러브 뮤지컬/코미디 부문의 최고 영화상, 여우 주연상, 남우 주연상, 남우 조연상, 골든 글러브 대본상, 주제가상 후보에 지명되었으나, 한 건도 수상하지 못했다.

## 출연

### 주연
- 골디 혼
- 체비 체이스

### 조연
- 버제스 메러디스
- 레이첼 로버츠
- 유진 로체
- 더들리 무어
- 마릴린 소콜
- 브라이언 데니히
- 마크 로렌스
- 척 맥컨
- 빌리 바티
- 돈 칼파

## 기타
- 협력프로듀서: 피터 V. 헤럴드
- 미술: 알프레드 스위니
- 배역: 린 스터마스터